# Hercule et l'Hydre de Lerne
Hercule et l'Hydre de Lerne est un tableau réalisé par le peintre français Gustave Moreau en 1875-1876. De format vertical, cette huile sur toile est une peinture mythologique qui représente Hercule debout face à l'Hydre de Lerne dans une gorge que jonchent les cadavres de ses victimes. L'œuvre est présentée à Paris au Salon de 1876, puis à l'Exposition universelle de 1878. Reçue en don en 1964, elle est conservée à l'Art Institute of Chicago, à Chicago, dans l'Illinois, aux États-Unis.